# San Juan Tepeuxila
San Juan Tepeuxila là một đô thị thuộc bang Oaxaca, México. Năm 2005, dân số của đô thị này là 2914 người.